# Grundchemikalie
Grundchemikalien (auch Basis- oder Schwerchemikalien) sind in großem Maßstab industriell hergestellte Chemikalien, die als Ausgangsmaterial für viele andere Industrieprodukte verwendet werden. Es handelt sich meistens um chemisch sehr einfach aufgebaute Substanzen, die in verfahrenstechnisch optimierten Großanlagen in Mengen von oft über einer Million Tonnen pro Jahr produziert werden. Grundchemikalien bilden die Rohstoffe für wichtige Massenprodukte wie zum Beispiel Kunststoffe, Farbmittel, Tenside und Düngemittel sowie Spezialprodukte wie Klebstoffe, Pestizide, Anstrichmittel, Konservierungsmittel und Feinchemikalien. Der Herstellungspreis für Grundchemikalien ist durch die Massenproduktion wesentlich geringer als für die Folgeprodukte, aber stark abhängig von Rohstoff- und Energiepreisen. Grundchemikalien auf Basis nachwachsender Rohstoffe werden auch als Plattformchemikalien bezeichnet.

## Wirtschaftliche Aspekte
Je nach Kostenlage für Rohstoffe und Güternachfrage werden neue Chemieanlagen für Grundchemikalien sehr langfristig geplant. Bis in die 1960er Jahre basierten viele Verfahren der technischen Chemie für die Herstellung organischer Grundstoffe noch auf dem Ausgangsmaterial Kohle. Später wurden nahezu alle Verfahren auf Basis von Kohle durch eine sauberere Erdölproduktion ersetzt. Viele chemisch-technische Verfahren zur Herstellung von organischen Grundchemikalien auf Basis von Kohle sind deutlich weniger vorteilhaft und belasten die Umwelt stärker als die Verfahren auf Erdölbasis. Durch preiswertere anorganische und organische Grundstoffe wurden in der Folge auch viele Industriechemikalien, Spezialprodukte sowie letztlich auch diverse Konsumgüter für alle Bevölkerungsgruppen zugänglich. Falls sich die Rohstofflage im Bereich der Erdölversorgung (das zu 90 % als reiner Heizstoff bzw. als Kraftstoff verwendet wird) in Zukunft entscheidend verschlechtert oder verändert, wären natürlich auch die organischen Grundchemikalien (ca. 25 Mio. Tonnen pro Jahr allein in Deutschland), Industriechemikalien, Spezialprodukte und damit auch viele andere Wirtschaftsbereiche betroffen, da viele Chemieanlagen auf Erdölbasis geplant und gebaut wurden und der Einsatz von anderen Ausgangsmaterialien – wie Erdgas oder Kohle – mit diesen Anlagen nicht möglich ist. In der chemischen Reaktions- und Verfahrenstechnik müssten rechtzeitig andere Anlagen konzipiert und hergestellt werden, damit in der Wirtschaft nicht erhebliche Versorgungsengpässe auftreten.
Ein Großteil der organischen Grundchemikalien wurde bis in die achtziger Jahre hauptsächlich in den Industrienationen USA, Japan, Deutschland und anderen westeuropäischen Staaten erzeugt, da die Kosten für Rohstoffe und Transport gering waren. Als sich 1973 der Ölpreis deutlich erhöhte, wurden viele Anlagen direkt in den Rohstoffländern aufgebaut, obwohl die Kosten für Bau und Betrieb von Anlagen mitunter deutlich höher als in den Industrieländern waren. Die USA, Japan und europäische Länder waren durch Kapitaleinsatz am Aufbau der Anlagen beteiligt.

## Übersicht über wichtige Grundchemikalien
Die mengenmäßig wichtigste Grundchemikalie war lange Zeit die Schwefelsäure, bis sie von dem aus Erdöl gewonnenen Ethylen abgelöst wurde.
Genaue statistische Angaben zu Produktionsmengen von Grundchemikalien unterliegen mitunter der Geheimhaltung (beispielsweise in Deutschland, falls weniger als drei Unternehmen eine bestimmte Chemikalie herstellen). Manchmal werden sie geschätzt. Wichtige anorganische und organische Grundchemikalien der chemischen Industrie in Deutschland können den folgenden Tabellen entnommen werden:

### Anorganische Grundchemikalien
| Anorganische Grundchemikalien | Tonnen/Jahr |
| ----------------------------- | ----------- |
| Chlor                         | 4.800.000   |
| Natronlauge                   | 4.100.000   |
| Schwefelsäure                 | 4.000.000   |
| Ammoniak                      | 2.700.000   |
| Salzsäure                     | 2.100.000   |
| Schwefel                      | 1.700.000   |
| Natriumcarbonat               | 1.500.000   |
| Aluminiumhydroxid             | 1.440.000   |
| Silicate                      | 960.000     |
| Siliciumdioxid                | 280.000     |
| Wasserstoffperoxid            | 230.000     |

Das Umweltbundesamt hat ein Merkblatt zu den besten verfügbaren Techniken zur Herstellung von festen anorganischen Grundchemikalien herausgegeben, das auf einem Dokument der Europäischen   Kommission basiert. Demnach gibt es in den relevanten Dokumenten keine Definition der Begriffe „Grundchemikalie“ und „large volume inorganic chemical“, es wird aber darauf hingewiesen, dass neben dem Produktionsumfang auch weitere Kriterien wie wirtschaftliche Bedeutung für die Einstufung herangezogen werden. Als Beispiele für feste anorganische Grundchemikalien werden genannt: Aluminiumfluorid, Calciumcarbid, Schwefelkohlenstoff (ist flüssig), Eisenchlorid, Eisensulfat, Bleioxid, Magnesiumchlorid und Magnesiumoxid, Natriumsilicat, Siliciumcarbid, Zeolithe, Calciumchlorid, Calciumcarbonat, Natriumchlorat, Natriumperborat, Natriumpercarbonat, Natriumsulfit und Zinkoxid.

### Organische Grundchemikalien
| Organische Grundchemikalien | Tonnen/Jahr |
| --------------------------- | ----------- |
| Ethylen                     | 5.200.000   |
| Propen                      | 3.400.000   |
| 1,2-Dichlorethan            | 3.000.000   |
| Benzol                      | 2.100.000   |
| Methanol                    | 2.100.000   |
| Vinylchlorid                | 2.000.000   |
| Formaldehyd                 | 1.400.000   |
| 1,3-Butadien                | 1.200.000   |
| Butene                      | 1.100.000   |
| Cumol                       | 1.000.000   |
| Propylenoxid                | 900.000     |
| Phenol                      | 840.000     |
| Styrol                      | 800.000     |
| Ethylenoxid                 | 800.000     |
| Toluol                      | 780.000     |
| p-Xylol                     | 780.000     |
| Dimethylterephthalat        | 680.000     |
| Ethylbenzol                 | 600.000     |
| Adipinsäure                 | 520.000     |
| Anilin                      | 460.000     |
| 1-Butanol                   | 450.000     |
| Ameisensäuresalze           | 410.000     |
| Propylenglycol              | 380.000     |
| Fettalkohol                 | 340.000     |
| Ethylenglycol               | 280.000     |
| Cyclohexan                  | 260.000     |
| Phthalsäureanhydrid         | 240.000     |
| Chlormethan                 | 200.000     |
| Essigsäure                  | 150.000     |
| Dichlormethan               | 100.000     |
| Chloroform                  | 80.000      |